# Arroyo Barú
Arroyo Barú est une localité argentine située dans le département de Colón et dans la province d'Entre Ríos.

## Toponymie
Elle doit son nom au ruisseau qui coule à 5 km de la gare. Selon une version contestée, le cours d'eau a été nommé d'après le lieutenant de milice Francisco Barú, qui aurait acheté les terres en 1776. Toutefois, cette histoire est incorrecte comme le colonel Francisco Barú y Maravillán, marchand et militaire, a vécu entre 1798 et 1879, arrivant à Entre Ríos alors qu'il avait environ 20 ans. Il se heurte à Urquiza et en 1842, ses biens sont expropriés et il est traité de « traître sauvage, [de] fou, [d']anarchiste, [d']unitarien ». Dès lors, l'« histoire officielle » a effacé le nom de Barú de toutes les archives. À l'arrivée du chemin de fer baptisé la station Barú, du nom du ruisseau, personne ne savait à qui appartenait ce nom. L'histoire a été créée en simulant sa vie avec celle de personnes réelles, car lorsqu'on a essayé de reconstituer les données de la ville, rien n'a abouti. Tout ceci a été compilé dans un projet de recherche qui correspond à un travail de sauvetage intégral de l'histoire du peuple du río Uruguay que réalisent Alberto Pierotti et Luis Guerrina, à travers l'étude de documents conservés à Entre Ríos, Santa Fe, Corrientes, Buenos Aires, l'Uruguay et l'état brésilien de Rio Grande do Sul.

## Démographie
La population du village, c'est-à-dire à l'exclusion de la zone rurale, était de 431 en 1991 et de 509 en 2001. La population dans la juridiction du conseil de l'administration locale était de 680 en 2001. Le conseil de l'administration locale a été créé par le conseil de l'administration locale en 1991.

## Politique
Les limites de compétence du conseil des gouverneurs ont été fixées par le décret no 6632/1987 MGJE du 4 novembre 1987.

## Statut de commune
La réforme de la Constitution de la province d'Entre Ríos entrée en vigueur le 1er novembre 2008 a prévu la création de communes, qui a été réglementée par la loi sur les communes no 10644, adoptée le 28 novembre 2018 et promulguée le 14 décembre 2018. La loi prévoit que tout centre de population stable d'une superficie d'au moins 75 km2 contenant entre 700 et 1 500 habitants constitue une commune de 1re catégorie. La loi sur les communes a été réglementée par le pouvoir exécutif provincial par le biais du décret no 110/2019 du 12 février 2019, qui a déclaré la reconnaissance ad referendum du pouvoir législatif de 34 communes de 1re catégorie à compter du 11 décembre 2019, parmi lesquelles se trouve Arroyo Barú. La commune est dirigée par un département exécutif et un conseil communal de 8 membres, dont le président est également le président communal. Ses premières autorités ont été élues lors des élections du 9 juin 2019.

## Religion
| Diocèse  | Concordia                |
| -------- | ------------------------ |
| Paroisse | Sagrado Corazón de Jesús |